# Boe (distrito)
Boe é um distrito de Nauru, país insular do hemisfério sul, localizado na Oceania. Está localizado no sudoeste da ilha e possui uma população de 950 habitantes e uma área de 0.5 km².